# Art Spiegelman
Art Spiegelman (Stockholm, 15 februari 1948) is een Amerikaans auteur van graphic novels en uitgever van het avant garde stripblad RAW.
Spiegelman was onder de indruk van Master and Race, de striproman van scenarist Al Feldstein en tekenaar Bernie Krigstein die in 1955 bij EC Comics verscheen. In 1986 verscheen van zijn hand Maus I: My father bleeds history, waarin hij vertelt hoe zijn Joodse ouders de Holocaust overleven. Spiegelman doet dit door middel van een allegorie, waarin de vervolgers als katten (in menselijke gedaante) weergegeven worden en de vervolgden als muizen. Vandaar ook de titel Maus. In 1991 verscheen het vervolg: Maus II: And here my troubles began. Een jaar later ontving Spiegelman voor het gehele werk een speciale Pulitzerprijs.
In 2011 kreeg Spiegelman de Grand Prix de la ville d'Angoulême op het Internationaal stripfestival van Angoulême.